# Usiminas
Usiminas S.A. er en brasiliansk stålproducent, der årligt producerer 9,5 mio. tons metrisk stål. Produktionen svarer til 28 % af Brasiliens stålproduktion.
De har også minedrift og logistikvirksomhed. Virksomhedens hovedkvarter er i Belo Horizonte, Minas Gerais.